# Shy Brothers
Shy Brothers är de iransk-kanadensiska syskonen Mike Shir (persiska:مایک شیر) och Benjamin Shir (persiska: بنیامین شیر),  som är Trance-Techno-producenter och DJ:s. Båda bröderna är dock uppvuxna i Tyskland. 

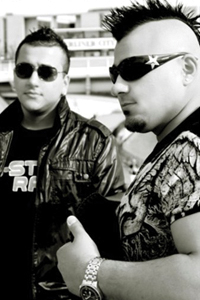
Mike och Benjamin Shir

 De arbetar under namnet  ”Shy Brothers” och är bosatta i Vancouver.
År 2004 släppte de sin första låt "Nemesis" på 12" vinyl. Låten nådde framgångar i Kanada och därefter kom låtens remix, ”Dumonde (aka JamX & DeLeon)”.
I början av år 2007 släppte de ”Midnight Funk” som nådde framgångar världen över. Denna låt sändes bland annat på BBC Radio 1 och radiostationerna Kiss FM och DI FM. Den nådde dessutom #2 på Juno records och fick 4 stjärnor i det internationella DJ-magasinet "IDJ". 
Shy Brothers låtar remixades av stora musikproducenter såsom Scot Project, Stoneface och Terminal, Re: Locate och Igor S. Detta gjorde att Shy Brothers framhävdes i den mer professionella musikbranschen. 
Inom Dance music har deras låtar fått stöd av bland andra Eddie Halliwell, Ferry Corsten, Judge Jules, Marco V, Markus Schulz, Marcus Schössow, Paul van Dyk och Sander Van Doorn.
Låtarna "D.F.M." (Dance Floor Madness) och ”Massiv” har fått stöd av bland andra Tiësto på Tiësto's Club Life 154 . Och ” This Is Us” på Tiësto's Club Life 188. 
Azadi (persiska: آزادی) eller ”frihet” är en singellåt som släpptes av Shy Brothers i augusti 2010 för att visa deras stöd för det iranska folkets rätt till frihet under den period som kallades ”den gröna revolutionen” i Iran då Neda Agha-Soltan (persiska:ندا آقا سلطان - Nedā Āġā Soltān) sköts ihjäl av iranska polisen. 

## Diskografi

### Singlar
- ”Nemesis”  (12") (2004)
- ”My Mind/Good Morning” (12") (2005)
- ”Lost Love” (12")  (2005)
- ”Electrified”  (12", EP)(2006)
- ”Human Design” (2007)
- ”Morning Light” (12") (2007)
- ”Feeling Like” (12")  (2007)
- ”Midnight Funk!” (12")(2007)
- ”Nice & Dirty”  (2008)
- ”Hook” (2009)
- ”D.F.M”(2009)
- ”Mystery”  (2009)
- ”Shake Em'”(2009)
- ”Moscow Times” (2010)
- ”Azadi”(2010)
- ”This Is Us”   (2010)

### Remix
- Richard Duggan & Joel Sellen - Metro (2005)
- Various - Cryonica Tanz V.4  (2006)
- DJ Res - 2 Hostess (2006)
- Igor S - Stop DJ (2006)
- Lee Haslam - Bad Boy 	(2009)
- Lisa Lashes - French Kiss (2009)
- Marcus Schössow & Robert Burian - Kofola (2010)
- Genix & Tigran Oganezov - Versus (2010)